# Hummerzheim
Hummerzheim ist ein Stadtteil von Bad Münstereifel im Kreis Euskirchen, Nordrhein-Westfalen und gehört zur Dörfergemeinschaft und ehemals eigenständigen Gemeinde Mutscheid.

## Lage
Der Ort liegt etwa 15 km südöstlich der Kernstadt von Bad Münstereifel. Durch den Ort verläuft die Kreisstraße 50. 

## Geschichte
Etwa 400 m vom Ort entfernt wurde bis 1747 eine Erzmine betrieben. Sie wurde Klapperschadt genannt. 
Die 1956 errichtete Dorfkapelle steht unter dem Patronat von St. Maria Königin. 
Hummerzheim gehörte zur eigenständigen Gemeinde Mutscheid, bis diese am 1. Juli 1969 nach Bad Münstereifel eingemeindet wurde.

## Kapelle St. Maria Königin

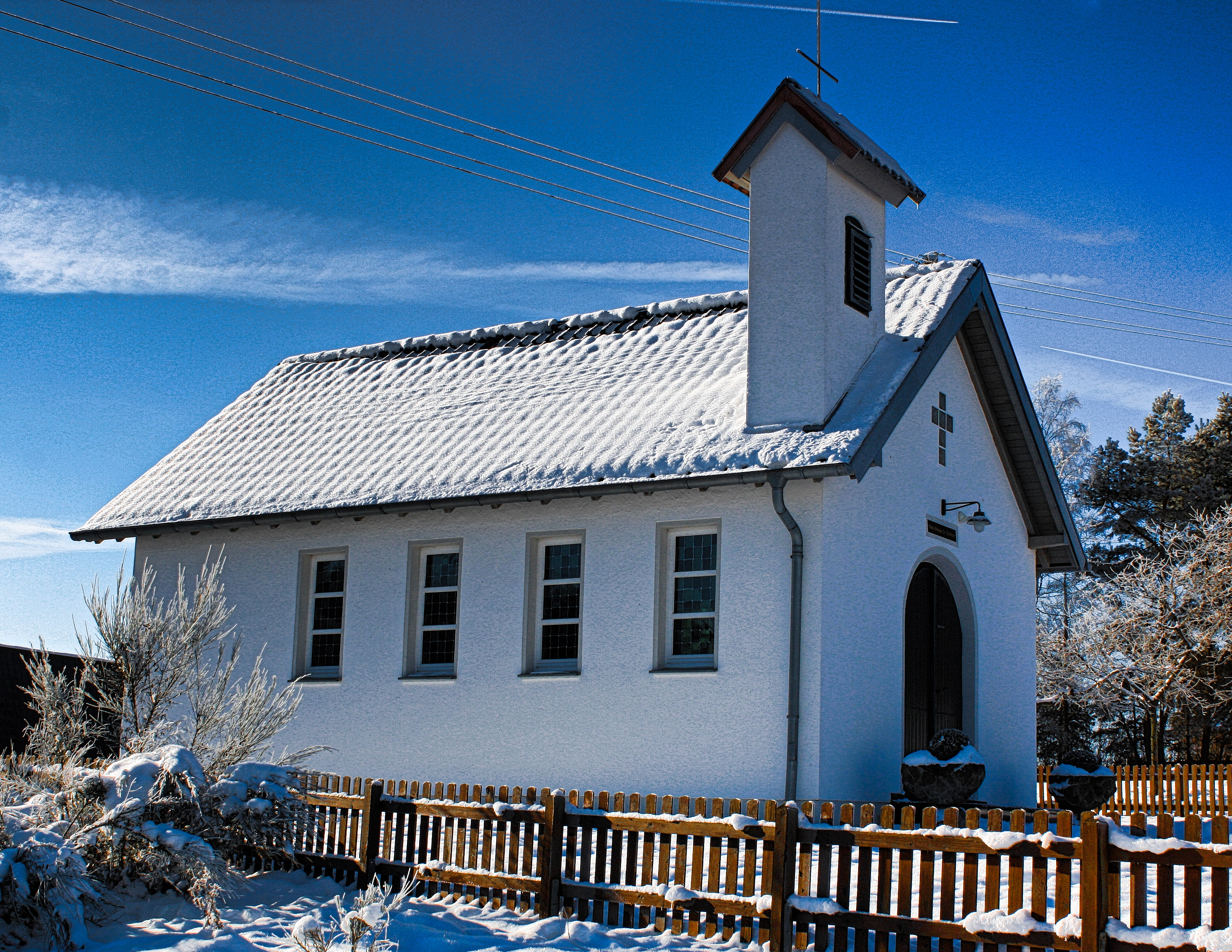
Kapelle Hummerzheim

Die Kapelle wurde 1956 fertiggestellt und der heiligen Maria geweiht. Der kleine Glockenturm beherbergt eine 20 kg schwere Glocke aus dem Jahre 1956. 

## Verkehr
Die VRS-Buslinie 819 der RVK verbindet den Ort mit Bad Münstereifel und weiteren Nachbarorten, überwiegend als TaxiBusPlus im Bedarfsverkehr.
| Linie | Verlauf |
| ----- | --- |
| 819   | MiKE (außer im Schülerverkehr): Bad Münstereifel Bf – Bad Münstereifel Eifelbad – Eicherscheid – Schönau – Mahlberg – Reckerscheid – Willerscheid – Soller – Hummerzheim – Odesheim – Hünkhoven – Rupperath |

Die Grundschulkinder werden zur katholischen Grundschule St. Helena nach Mutscheid gebracht.